# Love Always
Love Aways é o primeiro álbum de estúdio da dupla americana K-Ci & JoJo, lançado em 1997 pela MCA Records.
Faz parte deste álbum o single "All My Life", parte da trilha sonora da novela Torre de Babel, exibida pela Globo.
| Críticas profissionais | Críticas profissionais |
| Avaliações da crítica  | Avaliações da crítica  |
| Fonte                  | Avaliação              |
| ---------------------- | ---------------------- |
| allmusic               | [ 1 ]                  |

## Faixas
| N.º            | Título                                               | Compositor(es) | Duração |  |
| 1.             | "HBI"                                                | Joel Hailey, Cedric Hailey, Michael Bell                                                                                | 1:52    |  |
| 2.             | "Last Night's Letter"                                | Gloria Stewart, Laney Stewart                                                                                           | 4:38    |  |
| 3.             | "Baby Come Back"                                     | Joel Hailey, Mel Larson, Jerry Marcellino, Cedric Hailey, Derrick Garrett, Andrew Braxton, Fred Rosser, Gene Marcellino | 4:16    |  |
| 4.             | "Just For Your Love"                                 | Cedric Hailey, Gloria Stewart, Gerard Parker                                                                            | 5:08    |  |
| 5.             | "Now And Forever"                                    | Bradley Spalter, Robbie Nevil, Emanuel Officer                                                                          | 4:38    |  |
| 6.             | "Don't Rush" (Take Love Slowly)                      | Cedric Hailey, Joel Hailey, Rory Bennett                                                                                | 3:13    |  |
| 7.             | "You Bring Me Up"                                    | Joel Hailey, Cedric Hailey, Victor Merritt, Big Yam                                                                     | 4:23    |  |
| 8.             | "Still Waiting"                                      | Joel Hailey, DeVante Swing                                                                                              | 4:54    |  |
| 9.             | "Love Ballad"                                        | Skip Scarborough | 3:54    |  |
| 10.            | "How Many Times" (Will You Let Him Break Your Heart) | Babyface, Jorge Corante, Emanuel Officer                                                                                | 4:41    |  |
| 11.            | "All My Life"                                        | Joel Hailey, Rory Bennett                                                                                               | 5:31    |  |
| 12.            | "How Could You"                                      | Jon-John Robinson, Gloria Stewart, Joey Elias                                                                           | 4:57    |  |
| Duração total: | Duração total:                                       | Duração total: | 52:04   |  |